# Hamilton Fish
Hamilton Fish (3. srpna 1808 - 7. září 1893) byl americký politik, který od roku 1849 do roku 1850 působil jako 16. guvernér státu New York, v letech 1851 až 1857 jako senátor Spojených států za stát New York a jako 26. ministr zahraničí Spojených států od roku 1869 do roku 1877. Fish je hodnocen jako „pilíř“ vlády prezidenta Ulyssese S. Granta a vědci jej považují za jednoho z nejlepších ministrů zahraničí USA, známého svou uvážlivostí, snahou o reformy a diplomatickou umírněností.  Fish mimo jiné pomocí mezinárodní arbitráže urovnal spor s Velkou Británií o škody způsobené Unii během občanské války útoky konfederačních lodí postavených v britských loděnicích (spor anglicky zvaný Alabama Claims).
Fish a Grant zabránili zapletení USA do války se Španělskem o kubánskou nezávislost klidným řešením chaotického incidentu kolem osudu lodi Virginius. V roce 1875 zahájil Fish proces, který nakonec vedl k připojení Havaje jako státu Unie tím, že vyjednal obchodní smlouvu o odběru produkce cukru tohoto ostrova. Zorganizoval také mírovou konferenci ve Washingtonu, jež vedla ke smlouvě mezi jihoamerickými zeměmi a Španělskem. Fish spolupracoval s Jamesem Miltonem Turnerem, prvním afroamerickým konzulem USA, na urovnání liberijsko-grebské války. Prezident Grant uvedl, že nejvíce důvěřuje politickým radám od Fishe.

## Život
Fish pocházel z významné a bohaté rodiny nizozemského původu, již dlouho usedlé v New Yorku. Navštěvoval školu Columbia College a později získal advokátskou licenci. Zpočátku pracoval jako newyorský notář (Commissioner of Deeds) a v roce 1834 neúspěšně kandidoval do newyorského parlamentu za whigy. V roce 1836 si vzal za manželku Julii Keanovou, s níž pak měl tři syny a pět dcer. Nějakou dobu po svatbě se vrátil do politiky a v roce 1843 byl zvolen do Sněmovny reprezentantů USA. Fish se v roce 1846 ucházel o hodnost zástupce newyorského guvernéra, ale neuspěl. Když se úřad v roce 1847 uvolnil, kandidoval Fish znovu a tentokrát byl zvolen. V roce 1848 úspěšně kandidoval na guvernéra New Yorku a byl jím jedno funkční období. V roce 1851 byl zvolen americkým senátorem za stát New York, opět na jedno funkční období, a ve Výboru pro zahraniční vztahy Senátu USA získal cenné zkušenosti. Během padesátých let 19. století se stal republikánem poté, co strana whigů zanikla. Pokud jde o otázku otroctví, Fish zastával umírněnou pozici.
Po cestě po Evropě se Fish vrátil do Ameriky a v roce 1860 podporoval Abrahama Lincolna jako republikánského kandidáta na prezidenta. Během americké občanské války získával Fish peníze na válečné úsilí Unie a působil v Lincolnově prezidentské komisi, která dohodla výměny válečných zajatců Unie a Konfederace. Po občanské válce se Fish vrátil ke své advokátní praxi a mělo se za to, že odešel z politického života. Když byl v roce 1868 zvolen prezidentem Ulysses S. Grant, jmenoval v roce 1869 Fishe americkým ministrem zahraničí. Fish se ministerstva zahraničí energicky ujal, reorganizoval úřad a zavedl reformy. Během svého osmiletého funkčního období musel Fish řešit kubánskou válku, urovnání sporů s Velkou Británií, sporů o hranice mezi Kanadou a USA a incident s posádkou Virginia. Fish zavedl nový koncept mezinárodní arbitráže, ve které byly spory mezi státy urovnávány vyjednáváním, a ne vojenskými konflikty. Fish byl zapojen do politického sporu mezi senátorem Charlesem Sumnerem a prezidentem Grantem ohledně Grantova neúspěšného úsilí anektovat Dominikánskou republiku. V roce 1871 Fish zorganizoval námořní expedici, která se neúspěšně pokusila umožnit obchodování s Koreou. V roce 1877 opustil úřad i politiku a vrátil se do soukromého života a nadále sloužil v různých historických spolcích. Fish se dožil stáří a zemřel tiše ve svém luxusním domě ve státě New York v roce 1893.